# Knooppunt Galder
Het Knooppunt Galder is een Nederlands verkeersknooppunt voor de aansluiting van de autosnelwegen A16 en A58, ten zuiden van Breda. Dit type is een trompetknooppunt. Knooppunt Galder is vernoemd naar het nabijgelegen dorp Galder.
De A16 is geopend in 1971, de A58 richting Tilburg pas in 1989. Voorheen liep rijksweg 58 door de bebouwde kom van Breda (via de Graaf Engelbertlaan en de Franklin Rooseveltlaan).
In verband met de aanleg van de parallel lopende HSL-Zuid is dit knooppunt in 2005 heringericht. De HSL ligt ten zuiden van het knooppunt aan de westkant en kruist het knooppunt door middel van een tunnel. Ten noorden van het knooppunt ligt de HSL aan de oostkant.
Knooppunt Galder is tegenwoordig vaak te vinden in de file-informatie, vooral de aansluiting vanuit de richting Rotterdam naar het knooppunt Sint-Annabosch is berucht.

## Richtingen knooppunt
| Aansluitende wegen | Aansluitende wegen           | Aansluitende wegen                                   | Aansluitende wegen | Aansluitende wegen |
| ------------------ | ---------------------------- | ---------------------------------------------------- | ------------------ | ------------------ |
|                    |                              | richting Breda / Roosendaal / Vlissingen / Rotterdam |                    |                    |
|                    |                              |                                                      |                    |                    |
|                    | richting Tilburg / Eindhoven |                                                      |                    |                    |
|                    |                              |                                                      |                    |                    |
|                    |                              | richting Antwerpen (B)                               |                    |                    |

Almere · Amstel · Arnestein · Assen · Azelo · Badhoevedorp · Bankhoef · Batadorp · Beekbergen · Benelux · Beverwijk · Bodegraven ·  Boterdiep ·  Buren · Burgerveen · Coenplein · De Baars · De Hoek · De Hogt · De Nieuwe Meer · De Poel · De Punt · De Stok · Deil · Diemen · Drachten · Drie Klauwen · Eemnes · Ekkersweijer · Emmeloord · Empel · Euvelgunne · Everdingen · Ewijk · Galder · Gooimeer · Gorinchem · Gouwe · Grijsoord · Hattemerbroek · Heerenveen · Hellegatsplein · Het Vonderen · Hintham · Hoevelaken · Hofvliet · Holendrecht · Holsloot · Hoogeveen · Hooipolder · IJmuiden (niet officieel) · Joure · Julianaplein · Kerensheide · Kethelplein · Klaverpolder · Kleinpolderplein · Kooimeer · Kruisdonk · Kunderberg · Lankhorst · Leenderheide · Lunetten · Maanderbroek · Markiezaat · Muiderberg · Neerbosch · Noordhoek · Ommedijk · Oud-Dijk · Oudenrijn · Paalgraven · Princeville · Prins Clausplein · Raasdorp ·  Reitdiep ·  Ressen · Ridderkerk · Rijkevoort · Rijnsweerd · Rottepolderplein · Rozenburg · Sabina · Sint-Annabosch · Stelleplas · Slufter · Ten Esschen · Terbregseplein · Tiglia · Vaanplein · Valburg · Velperbroek · Velsen · Vlaardingen · Vught · Waterberg · Watergraafsmeer · Werpsterhoek · Westerlee · Ypenburg · Zaandam · Zaarderheiken · Zonzeel · Zoomland · Zuidbroek · Zurich

Geplande knooppunten:
De Liemers · Zestienhoven

Voormalige knooppunten:
Bocholtz · Ekkersrijt · Europaplein (Groningen) · Europaplein (Maastricht) · Lindenholt